# 相模陸軍造兵廠

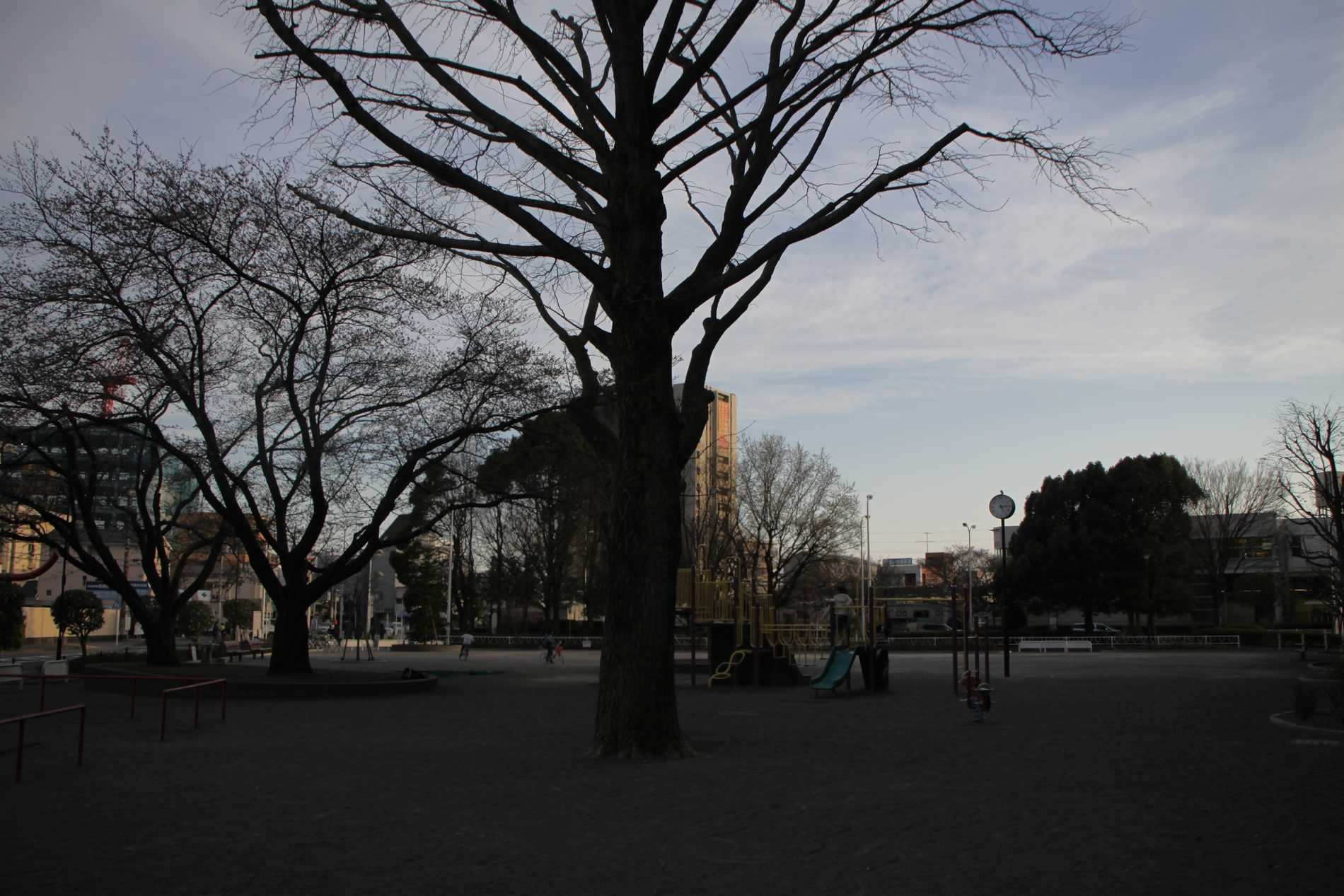
陸軍造兵廠跡の一部に建つ上矢部公園（記念碑が設置されている）

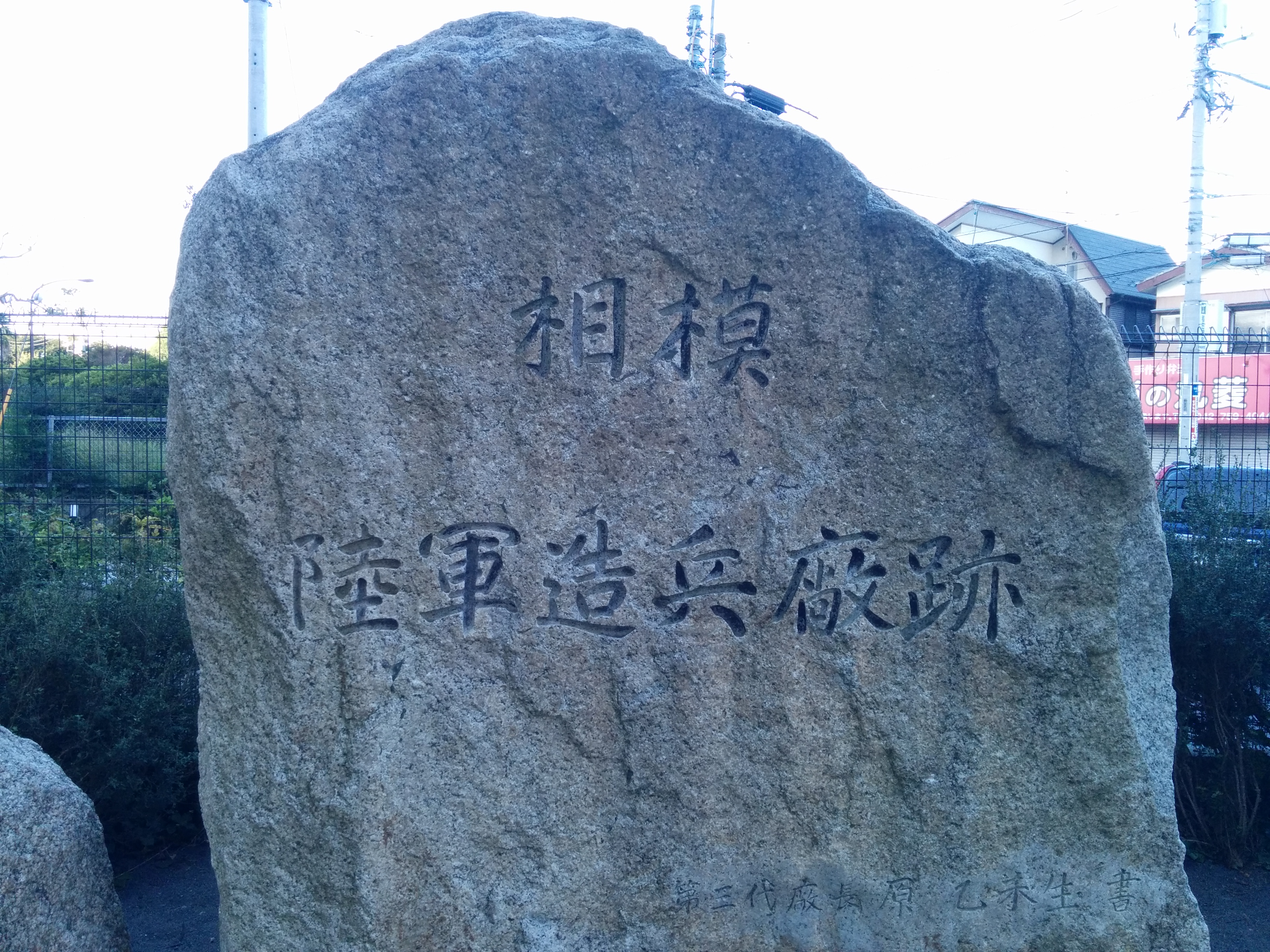
相模陸軍造兵廠の碑

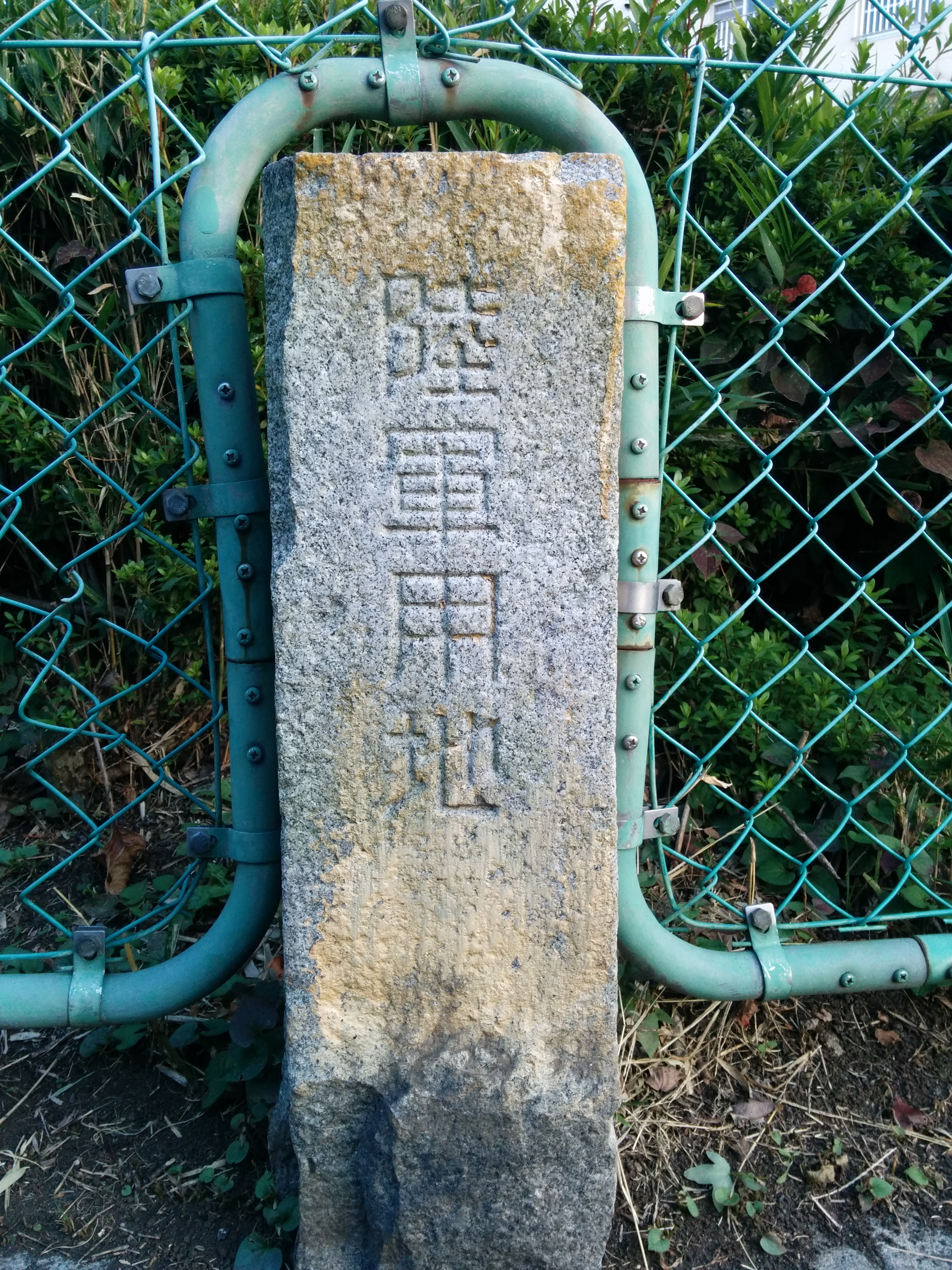
「陸軍用地」の杭が残っている

相模陸軍造兵廠（さがみりくぐんぞうへいしょう）は、第二次世界大戦敗戦前に存在した日本の陸軍造兵廠の一つ。戦後は、接収されて大部分がアメリカ軍相模総合補給廠になっている。

## 概要
所在地は神奈川県高座郡大野村上矢部、矢部新田および相原村小山（1941年の合併により高座郡相模原町、現相模原市中央区）。前身の相模兵器製造所は1938年（昭和13年）に開所、1940年（昭和15年）に相模陸軍造兵廠と改称して成立した。相模原駅北側から矢部駅北側にまたがる現在のアメリカ軍相模総合補給廠のうち、北東側の野積場を除いた部分が相模陸軍造兵廠の敷地だった。主に陸軍の戦車部品、本体、試作機の製造などを行っていた。戦車道路と呼ばれる附属のテストコースは現存し、緑道として利用されている。また相模陸軍造兵廠の旧敷地内にある総合相模更生病院は、陸軍造兵廠附属病院が戦後に医療機関として再出発したものである。

## 組織・人事
- 廠長
  - （兼）小須田勝造 中将：1940年8月30日 -
  - 岡田資 少将：1940年9月24日 -
  - 欠：1942年9月20日 -
  - 原乙未生 中将：1942年10月15日 -
  - （兼）土岐鉾治 少将：1942年10月15日 -

- 監督官
  - 石井広吉 少将：1944年3月16日[2] - 1944年11月27日[3]

- 庶務課
- 作業課
- 会計課
- 第1製造所（戦車）
  - 所長
    - 佐藤一次 大佐：1940年6月1日 -
    - 稲葉哲 中佐：1942年9月28日 -
- 第2製造所（弾丸）
  - 所長
    - 那須倫彦 技術中佐：1941年4月1日 -

## 関連する兵器
- 97式中戦車
- 4式中戦車
- 大型イ号車：試作